# Maurizio Antonioli
Maurizio Antonioli (Milano, 29 agosto 1945 – Milano, 29 settembre 2023) è stato uno storico italiano del movimento operaio e sindacale, con una particolare attenzione alle vicende della storia dell'anarchismo.

## Biografia
Insegnò Storia contemporanea e Storia del movimento sindacale presso l'Università Statale di Milano. Partecipò in qualità di relatore a importanti convegni storici come, ad esempio, quello organizzato dalla Fondazione Luigi Einaudi su Anarchici e anarchia nel mondo contemporaneo (Torino 5-7 dicembre 1969), o quello sul Sindacalismo rivoluzionario in Italia nel periodo della Seconda Internazionale tenutosi a Piombino dal 28 al 30 giugno 1974, o quello successivo svoltosi a Ferrara dal 2 al 5 giugno 1977 dedicato a Il sindacalismo rivoluzionario nella storia del movimento operaio internazionale. Nel 2011 partecipò, sempre in qualità di relatore, alle giornate di studi Pietro Gori nel movimento operaio e libertario internazionale. Collaborò a vari progetti scientifici internazionali e riviste come Primo Maggio, Storia e politica, Economia e lavoro, Mondo operaio, e fu tra i fondatori e tra i principali animatori della Rivista storica dell’anarchismo (1994-2004). Autore di numerosi saggi sulla storia del sindacato e dell'anarchismo, fu condirettore del progetto del Dizionario biografico degli anarchici italiani.
Fu direttore della Fondazione Anna Kuliscioff e fu membro del comitato scientifico della Fondazione Giuseppe Di Vittorio e della Fondazione Istituto per la storia dell'età contemporanea oltre che della Biblioteca Franco Serantini.
Viveva a Milano, la città in cui scomparve nel 2023 a 78 anni.

## Archivio
L'Archivio di Maurizio Antonioli è stato donato nel 2005 dallo stesso alla Biblioteca Franco Serantini. Il fondo è aperto, sono previste ulteriori donazioni di materiale; è composto da una miscellanea di documenti relativi al lavoro di ricerca storica effettuato da Antonioli nel corso di vari decenni e da una parte della corrispondenza scientifica, accompagnato da una collezione di documenti storici che coprono un arco temporale che va dalla prima metà dell’800 agli anni Venti del Novecento, e da una miscellanea di opuscoli d’epoca. Inoltre, è presente l’archivio personale di Oberdan Gigli (corrispondenza, volantini, manoscritti, ecc.) che Antonioli ha ricevuto in dono dalla figlia del Gigli stesso. All’interno è contenuto il carteggio personale con Giulio Guderzo, Leda Rafanelli, Umberto Marzocchi, Arthur Lehning, Ennio Mattias, Carl Levy, Lio Teurroni, Piero Gigli, Nello Garavini e Barbara Montesi.

## Pubblicazioni

### Opere
- La Fiom dalle origini al fascismo, 1901-1924  [con B. Bezza] (1978, De Donato).
- Sindacato e progresso. La Fiom tra immagine e realtà (1983, FrancoAngeli).
- Vieni o maggio: aspetti del Primo Maggio in Italia tra Otto e Novecento (1988, FrancoAngeli).
- Primo maggio, repertorio dei numeri unici dal 1890 al 1924, a cura di Maurizio Antonioli e Giovanna Ginex (1988, Editrice bibliografica)
- Azione diretta e organizzazione operaia. Sindacalismo rivoluzionario e anarchismo tra la fine dell'ottocento e il fascismo  (1990, P. Lacaita).
- Armando Borghi e l'Unione sindacale italiana  (1990, P. Lacaita).
- Pietro Gori. Il cavaliere errante dell'anarchia[12] (1995, BFS edizioni).
- Il sindacalismo italiano dalle origini al fascismo (1997, BFS edizioni).
- Il Sol dell'avvenire. L'anarchismo in Italia dalle origini alla Prima guerra mondiale [con P.C. Masini] (1999, BFS edizioni).
- Lavoratori e istituzioni sindacali: alle origini delle rappresentanze operaie (2002, BFS edizioni).
- Riformisti e rivoluzionari. La Camera del lavoro di Milano dalle origini alla grande guerra [con J. Torre Santos] (2006, FrancoAngeli).
- Sentinelle perdute. Gli anarchici, la morte, la guerra (2009, BFS edizioni).
- Figli dell'officina. Anarchismo, sindacalismo e movimento operaio tra Ottocento e Novecento (2012, BFS edizioni).
- Un'ardua e gioconda utopia, simboli e miti degli anarchici tra '800 e '900 (2017, BFS edizioni).

### Opere collettanee
- Contro la Chiesa. I moti pro Ferrer del 1909 in Italia (2009, BFS edizioni).
- Per una storia del sindacato in Europa. (2012, Bruno Mondadori)
- Nostra patria nel mondo intero. Pietro Gori nel movimento operaio italiano e internazionale (2012, BFS edizioni).